# Бахонар, Мохаммад Джавад
Ходжат-оль-ислам Мохамма́д Джава́д Бахона́р (перс. محمدجواد باهنر‎; 1933 — 30 августа 1981) — иранский политик, премьер-министр, генеральный секретарь Исламской республиканской партии.

## Биография
Бахонар родился в Кермане, Иран. В 1960-х годах за антиправительственную деятельность был отправлен в тюрьму. В дальнейшем политической активности долгое время не проявлял, сконцентрировавшись на составлении исламских учебных писаний. Сразу после революции становится одним из основателей Исламской республиканской партии, а также входит в состав только что сформированного Иранского революционного совета. Впоследствии, в марте 1981 года, был избран министром образования в правительстве Мухаммеда Али Раджаи. На этом посту продолжает политику чистки от светских влияний иранских университетов, которая в будущем получит название Культурной революции. 4 августа 1981 года, когда Раджаи становится президентом, Бахонар занимает освободившийся пост премьер-министра страны.
После убийства Мохаммада Бехешти, 28 июня 1981 года, Бахонар занимает должность генерального секретаря Исламской республиканской партии. Однако ни одну из этих должностей долго сохранить не смог, поскольку и сам был убит менее чем через два месяца, вместе с Раджаи и другими партийными лидерами, когда в его тегеранском офисе взорвалась бомба. Убийца был опознан как Масуд Кешмири, агент ОМИН, который проник в кабинет премьера под видом чиновника государственной безопасности.